# 부여군 (1988년 선거구)
부여군은 대한민국의 옛 국회의원 선거구이다. 당시 충청남도 부여군 지역을 관할했다.

## 역사
대한민국 제13대 국회의원 선거를 앞두고 부여군·서천군·보령군 선거구에서 분리되면서 신설되었다.
대한민국 제17대 국회의원 선거를 앞두고 부여군 선거구가 인구 하한선 밑으로 떨어짐에 따라 청양군과 함께 부여군·청양군 선거구를 형성하게 되면서 폐지되었다.

## 역대 국회의원
| 선거   | 정당 | 정당         | 의원   |
| ------ | ---- | ------------ | ------ |
| 1988년 |      | 신민주공화당 | 김종필 |
| 1992년 |      | 민주자유당   | 김종필 |
| 1996년 |      | 자유민주연합 | 김종필 |
| 2000년 |      | 자유민주연합 | 김학원 |

## 역대 선거 결과

### 대한민국 제13대 국회의원 선거
|  | 81.88% |

|  | 15.18% |

|  | 2.92% |

### 대한민국 제14대 국회의원 선거
|  | 72.53% |

|  | 11.63% |

|  | 10.70% |

|  | 5.12% |

### 대한민국 제15대 국회의원 선거
|  | 66.35% |

|  | 25.92% |

|  | 3.82% |

|  | 2.04% |

|  | 1.84% |

### 대한민국 제16대 국회의원 선거
|  | 64.99% |

|  | 23.37% |

|  | 11.63% |